# Santa Severa Nord
Santa Severa Nord is een plaats (frazione) in de Italiaanse gemeente Tolfa.